# Gaztelu (monte)
El monte Gaztelu, con 1001 metros de altitud, es una cumbre menor de la sierra de Andia.
En la cumbre se encuentran vestigios de lo que fue una fortificación, de ahí el nombre "Gaztelu" que en euskera significa "castillo".
- Datos: Q5554699